# Rima Archytas
La Rima Archytas è una struttura geologica della superficie della Luna.